# Cis-Dichlorobis(bipyridine)ruthénium(II)
Le cis-dichlorobis(bipyridine)ruthénium(II) est un complexe de coordination de formule chimique cis-Ru(bpy)2Cl2, où « bpy » représente la 2,2’-bipyridine. Il s'agit d'un solide diamagnétique vert foncé à noir précurseur de nombreux autres complexes du ruthénium, essentiellement par substitution des deux ligands chlorure. Il en existe divers hydrates, les plus courants étant le monohydrate et surtout le dihydrate. Le centre Ru(II) a une géométrie octaédrique et la molécule n'existe que sous la forme de l'isomère chiral cis. On connaît également les sels de Ru(III) correspondants.
On peut obtenir le Ru(bpy)2Cl2 en chauffant une solution de chlorure de ruthénium(III) RuCl3 et de 2,2’-bipyridine dans le diméthylformamide (DMF).